# Scatman Crothers
Benjamin Sherman "Scatman" Crothers (Indiana, 23 de maio de 1910 – Van Nuys, 22 de novembro de 1986) foi um ator, cantor, dançarino e músico americano, conhecido por seu trabalho como Louie the Garbage Man no programa de TV Chico and the Man, e como Dick Hallorann no filme de Stanley Kubrick The Shining em 1980. Ele também foi um prolífico dublador, emprestando sua voz para Meadowlark Lemon na série animada dos Harlem Globetrotters, Jazz, o Autobot em Transformers, o personagem-título de  Hong Kong Fu, e Scat Cat in no filme animado da Disney Os Aristogatas.

## Início da vida
Crothers nasceu em Terre Haute, Indiana em 1910. Era filho de Benjamin Crothers e Donnie/Donel. Recebeu o nome Scatman ao fazer testes para um programa de rádio em 1932 na antiga estação WSMK (hoje WING) em Dayton, Ohio. O diretor não achou que seu nome de batismo fosse chamativo o suficiente, então Crothers rapidamente inventou a alcunha  Scat Man, embora só tivesse desenvolvido este talento, scat singing, depois. Mais tarde, seu apelido foi condensado para Scatman por Arthur Godfrey. No seu começo de carreira, se associou a muitos artistas de Cleveland e se apresentava frequentemente em Ohio.

## Morte
Fumante inveterado na maior parte da vida, Crothers foi diagnosticado com câncer de pulmão no fim de 1985, mas manteve sua condição em segredo para continuar trabalhando. O câncer em algum momento se alastrou para o esôfago em meados de 1986, incapacitando-o de falar. Morreu de pneumonia em 22 de novembro de 1986 em sua casa em Van Nuys, Califórnia aos 76 anos. O corpo de Crothers está enterrado no cemitério Forest Lawn, em Hollywood.

## Filmografia
- King Cole Trio & Benny Carter Orchestra (1950) (curta)
- Yes Sir, Mr. Bones (1951)
- The Return of Gilbert and Sullivan (1952)
- Meet Me at the Fair (1953)
- Surprising Suzie (1953) (curta)
- East of Sumatra (1953)
- Walking My Baby Back Home (1953)
- Johnny Dark (1954)
- Team Berlin (1955) (curta)
- Between Heaven and Hell (1956)
- Tarzan and the Trappers (1958)
- The Gift of Love (1958)
- Alfred Hitchcock Presents (1958)
- The Sins of Rachel Cade (1961)
- Lady in a Cage (1964)
- The Patsy (1964)
- The Family Jewels (1965)
- Three on a Couch (1966)
- Hook, Line & Sinker (1969)
- Hello, Dolly! (1969)
- Bloody Mama (1970)
- The Great White Hope (1970)
- The Aristocats (1970) (voz de Scat Cat)
- Chandler (1971)
- Lady Sings the Blues (1972)
- The King of Marvin Gardens (1972)
- Slaughter's Big Rip-Off (1973)
- Detroit 9000 (1973)
- Black Belt Jones (1974)
- Truck Turner (1974)
- Hong Kong Phooey (1974) (voz de Hong Kong Fu)
- Win, Place or Steal (1975)
- Linda Lovelace for President (1975)
- The Fortune (1975)
- Coonskin (1975)
- One Flew Over the Cuckoo's Nest (1975)
- Friday Foster (1975)
- Stay Hungry (1976)
- The Shootist (1976)
- Chesty Anderson, USN (1976)
- Silver Streak (1976)
- Roots: The Saga of an American Family (1977)
- Mean Dog Blues (1978)
- Vega$ (1978)
- The Cheap Detective (1978) (Tinker)
- Scavenger Hunt (1979)
- Banjo the Woodpile Cat (1979)
- The Shining (1980)
- Bronco Billy (1980)
- The Harlem Globetrotters on Gilligan's Island (TV 1981)
- Zapped! (1982)
- Deadly Eyes (1982)
- Twilight Zone: The Movie (1983)
- Two of a Kind (1983)
- The Journey of Natty Gann (1985)
- The Transformers: The Movie (1986) (voz de Jazz)